# Dornburg-Camburg
Dornburg-Camburg település Németországban, azon belül Türingiában. Lakosainak száma 5298 fő (2023. december 31.).

## Fekvése
Weimartól északkeletre fekvő település.

## Leírása
Dornburg-Camburg egy kis város a türingiai Saale-Holzland területén, 2008. december 1-én jött létre Camburg és Dornburg városok egyesüléséből. Ennek az egyesülésnek a sajátossága, hogy az új város két egymástól független területből áll.

## Története

### Dornburg
Nevét először I. Ottó adománylevele említette. Már ebben az időben megerősített település volt, majd 1029-ben városjogot is kapott. Virágzása azonban rövid életű volt, mivel távol esett a fő közlekedési útvonalaktól. Középkori jellegéből néhány vonását napjainkig is megőrizte, ilyenek  régi városfalainak fennmaradt részletei, valamint a piactér körül sorakozó polgárházak, favázas városházája régi temploma, melyet egy 1717 évi tűzvész után barokk stílusban állítottak helyre.
Dornburg fő nevezetességei azonban a 90 méterrel a folyó szintje fölötti mészkősziklákon álló három, egymás melletti kastélyai, amelyek a Dornburger Schlösser néven ismertek.
A három kastély közül a legdélebbre eső reneszánsz építmény 1539-ből való. Több alkalommal is lakott benne Goethe is, utoljára 1828-ban.

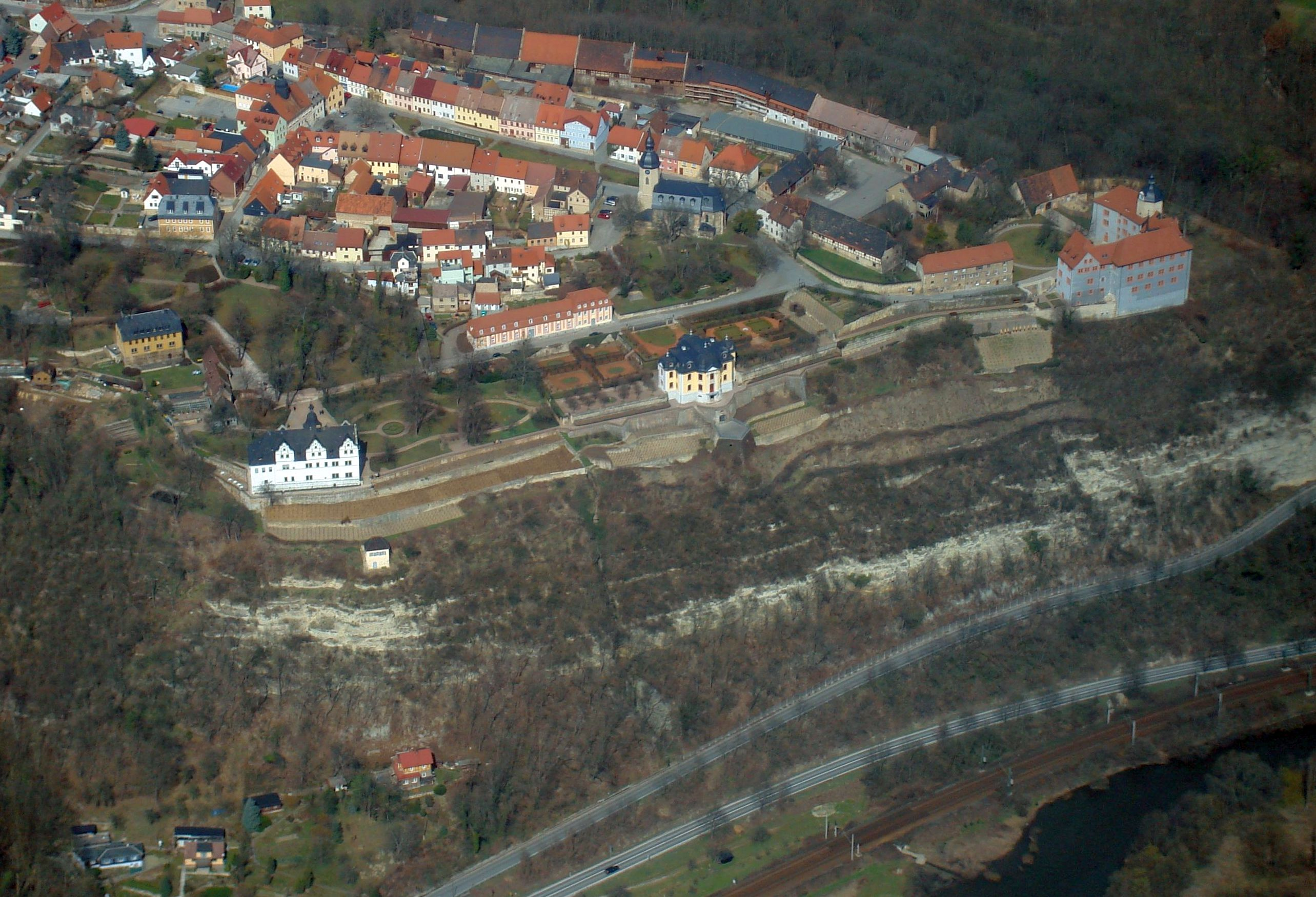
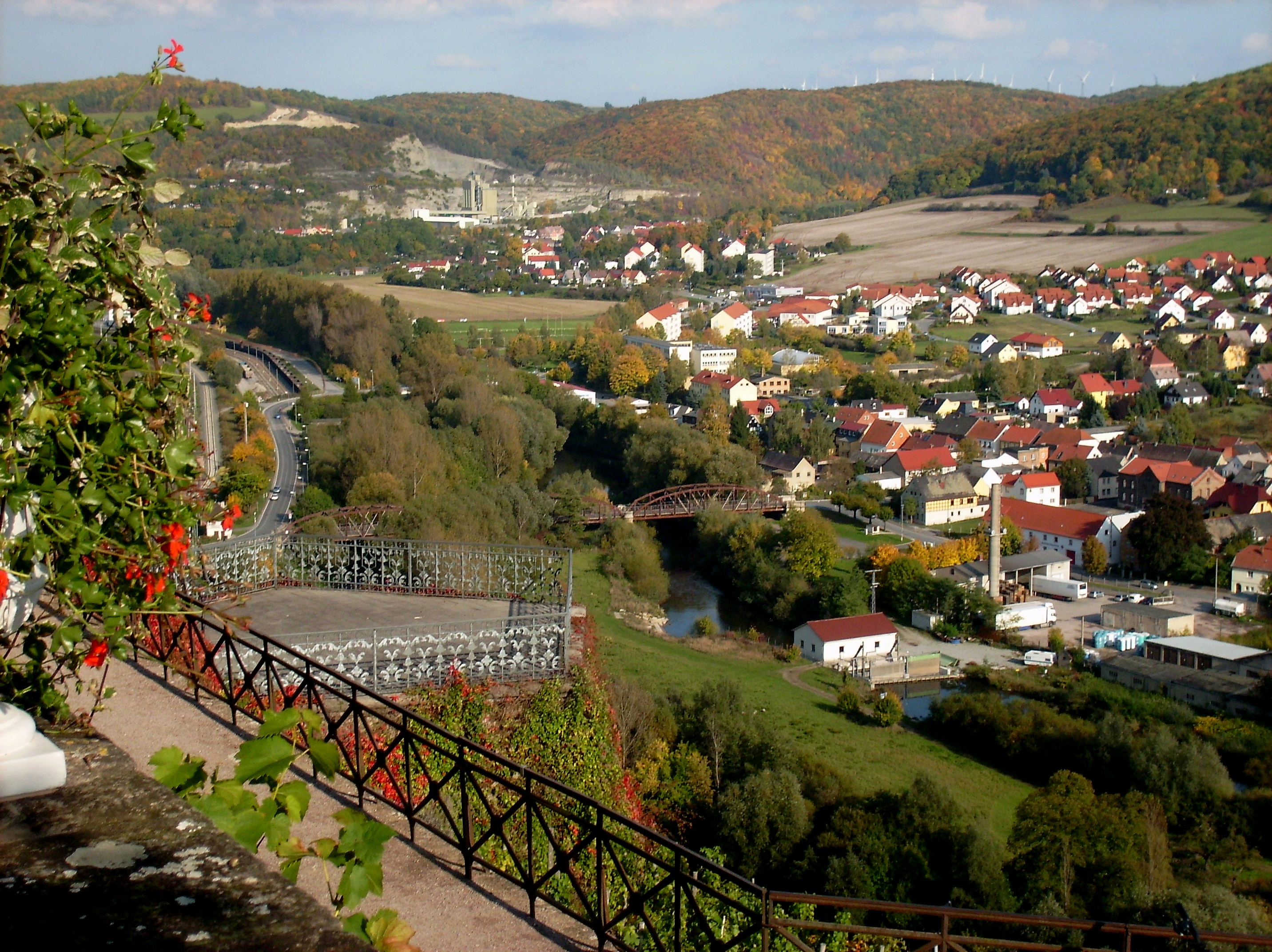
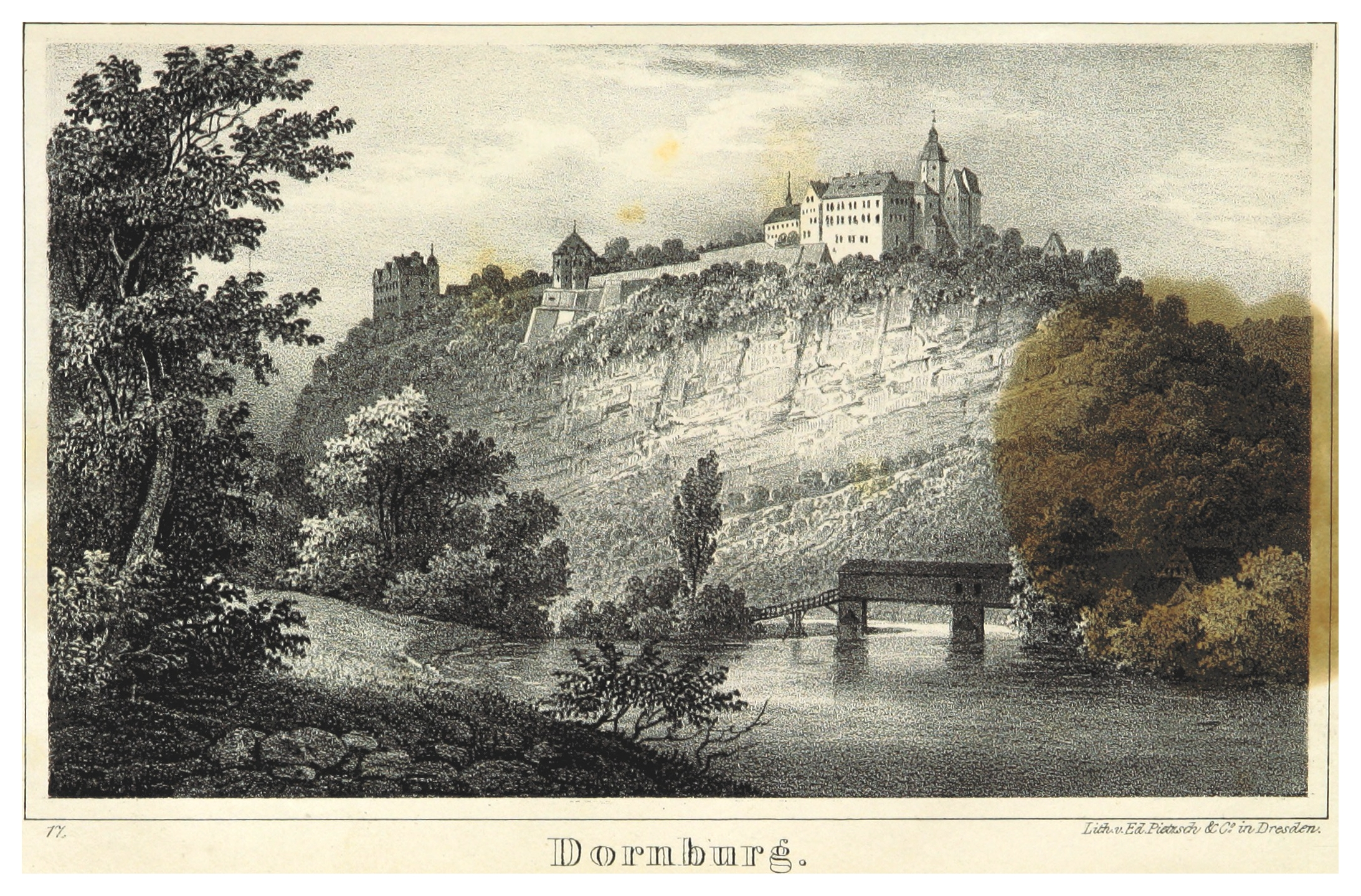
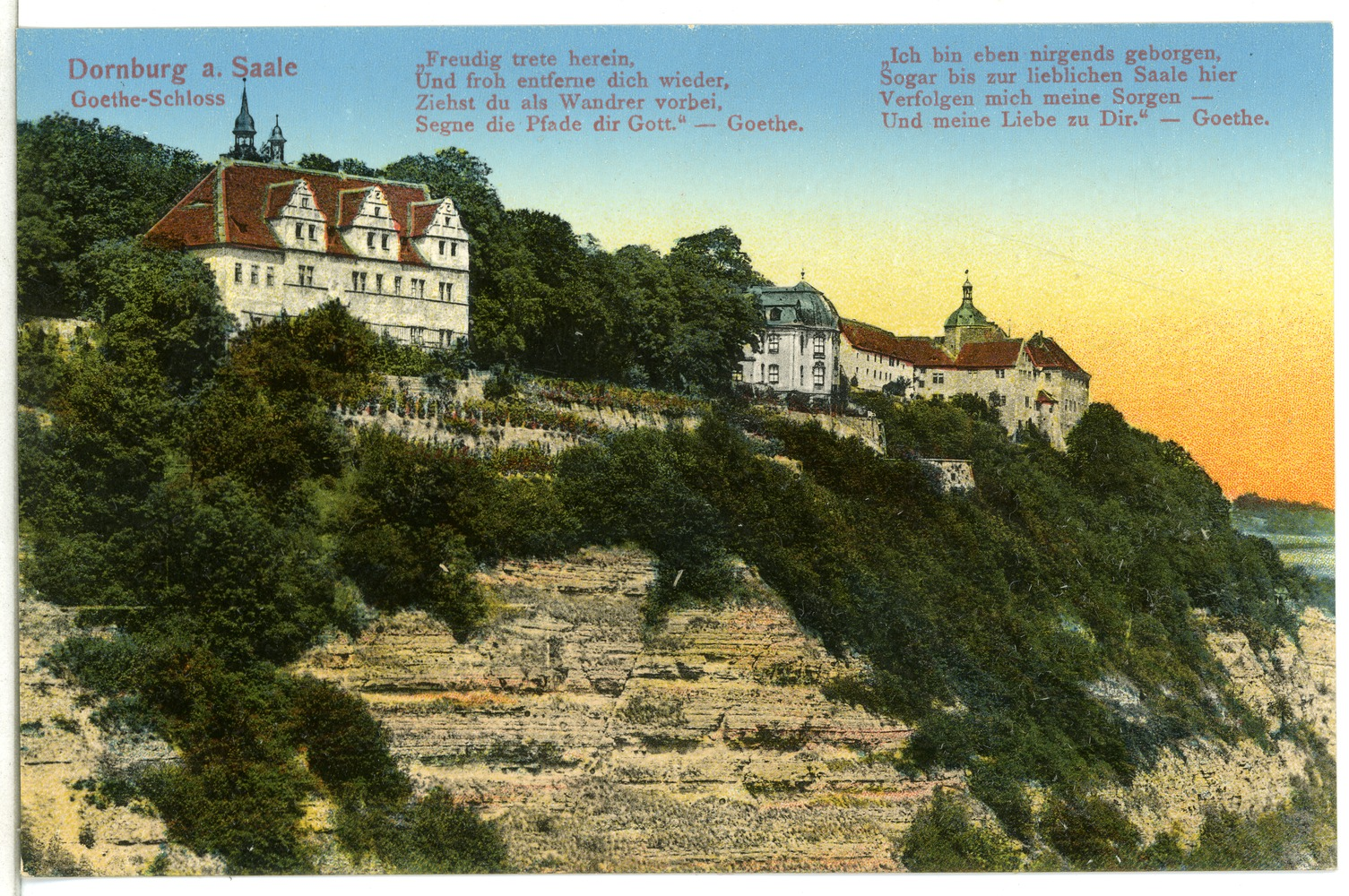
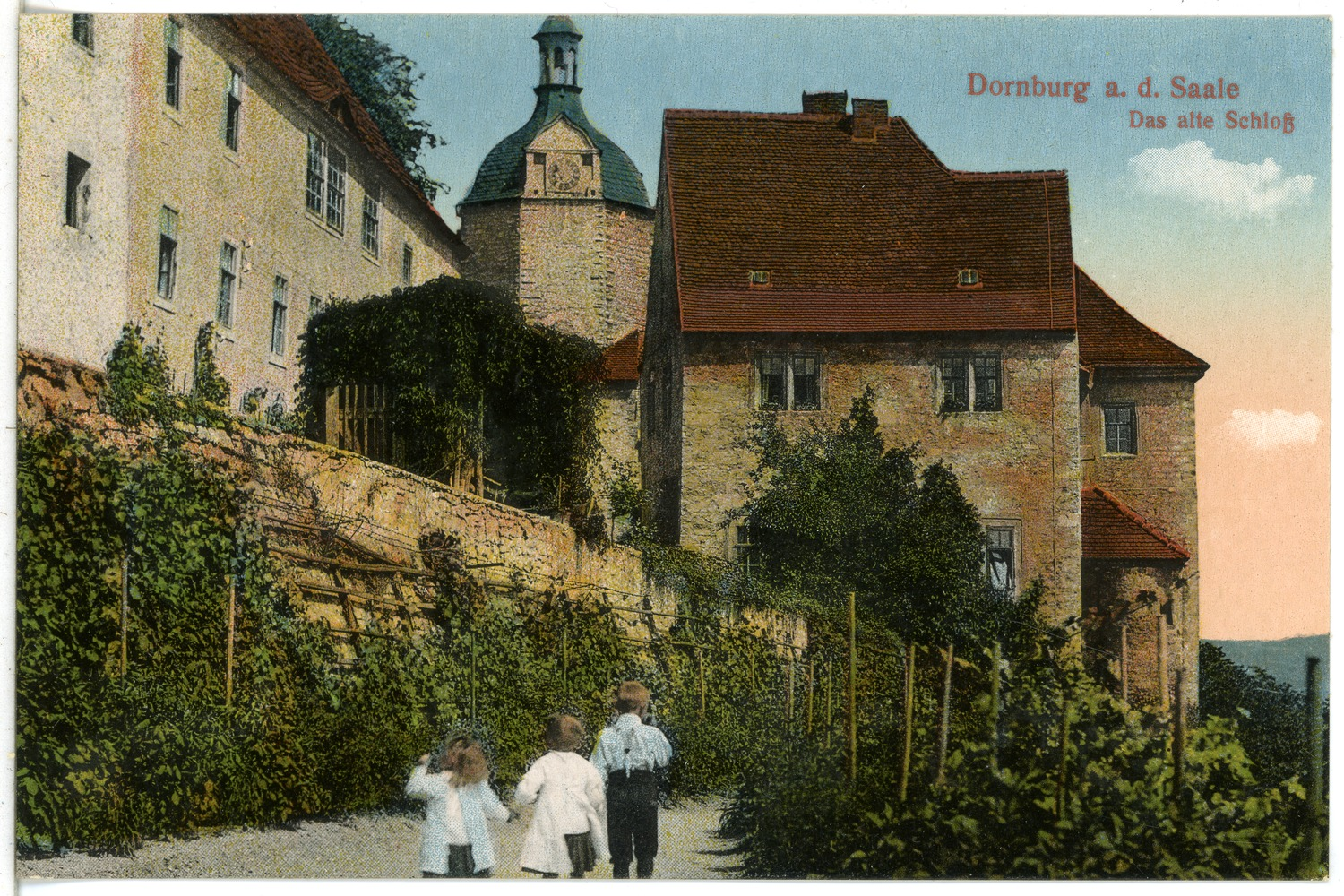
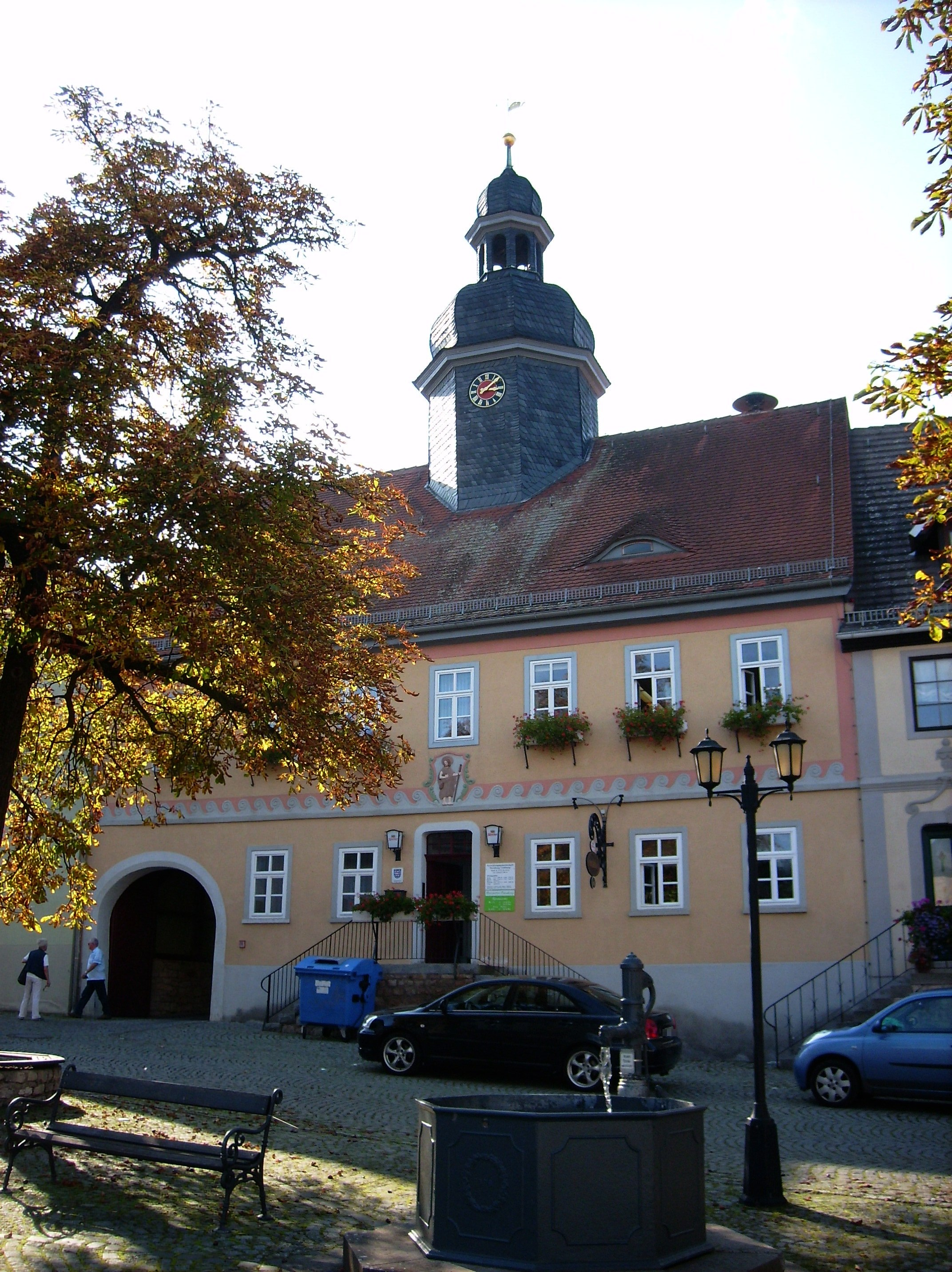
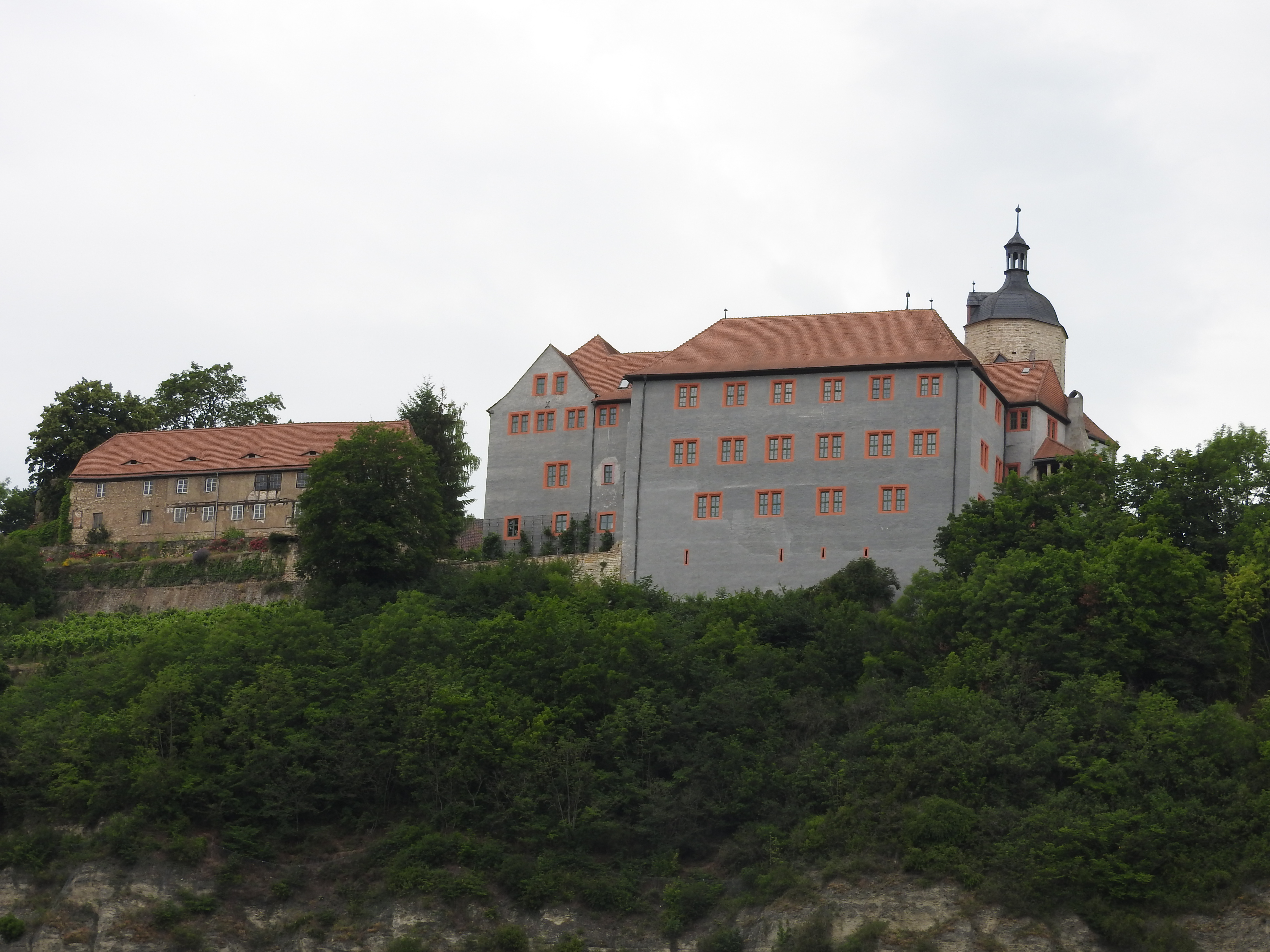
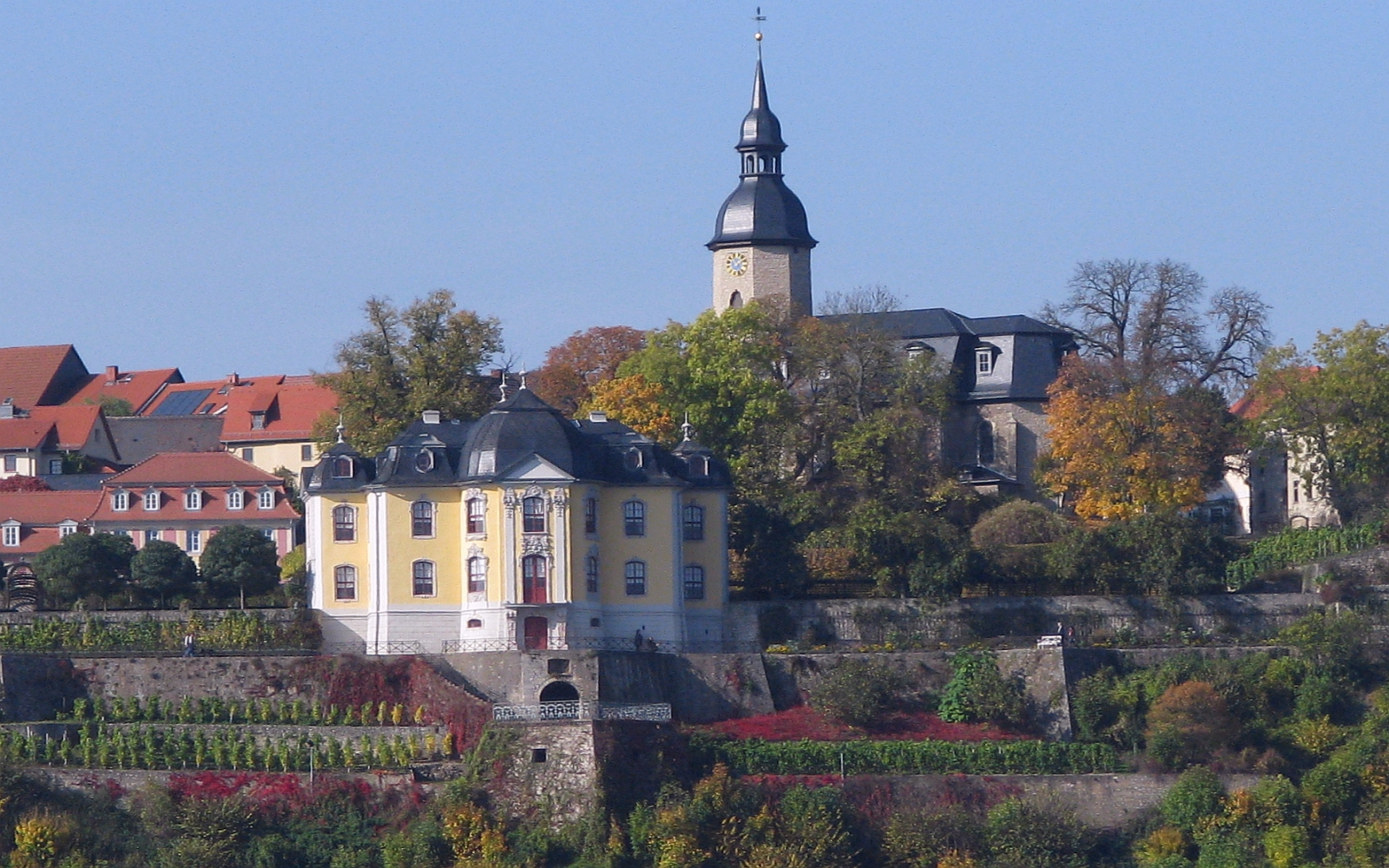
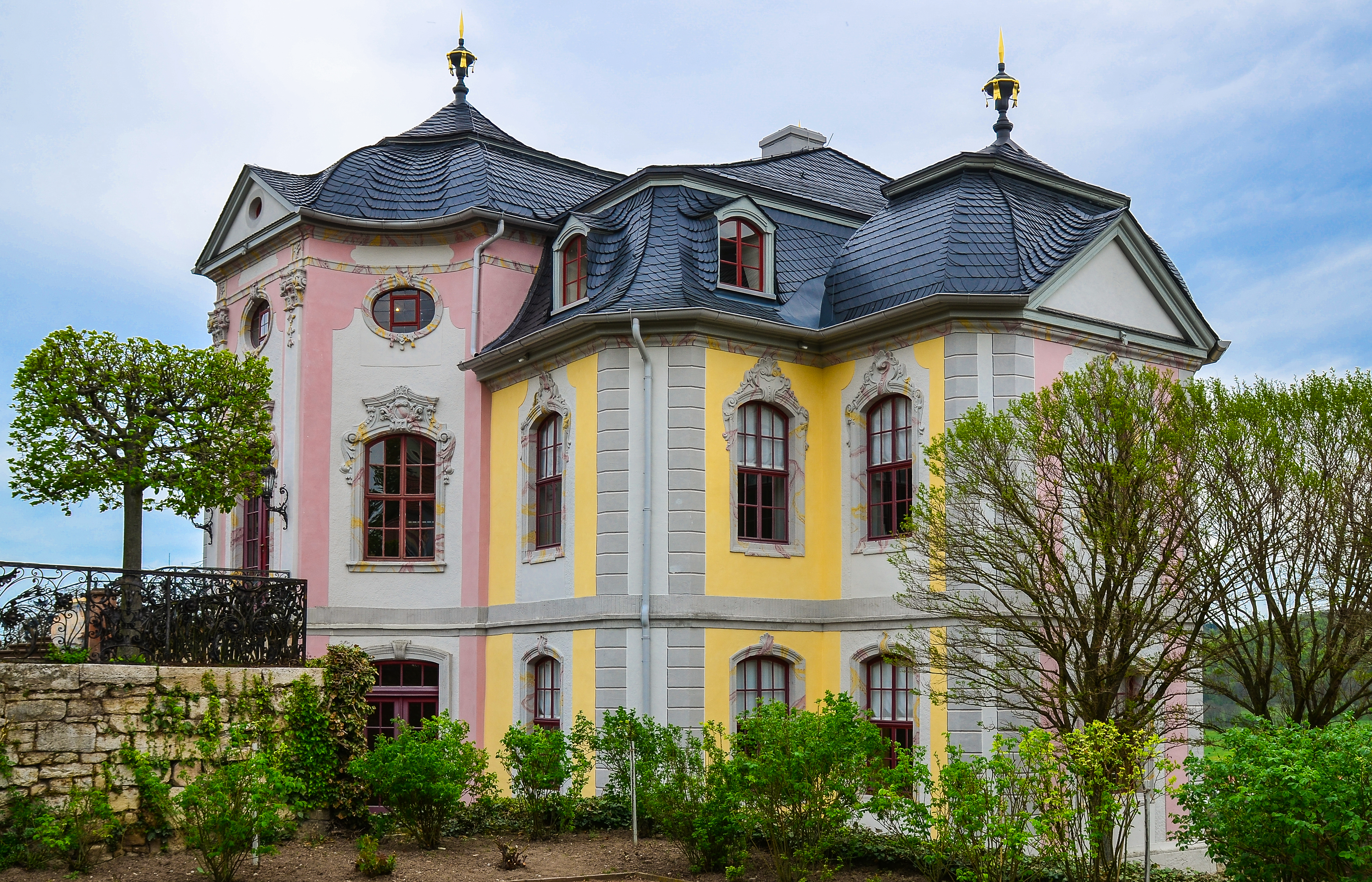
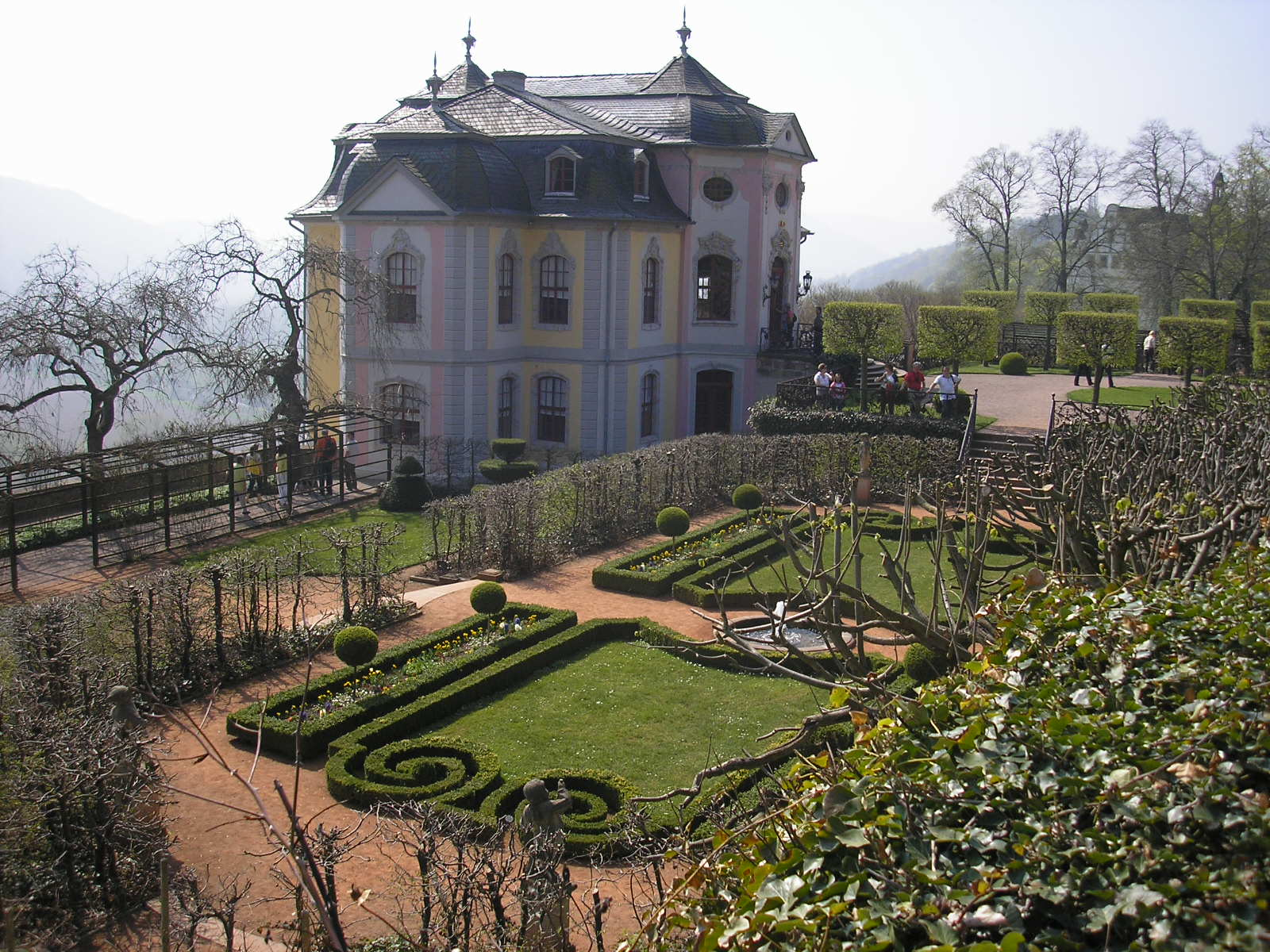
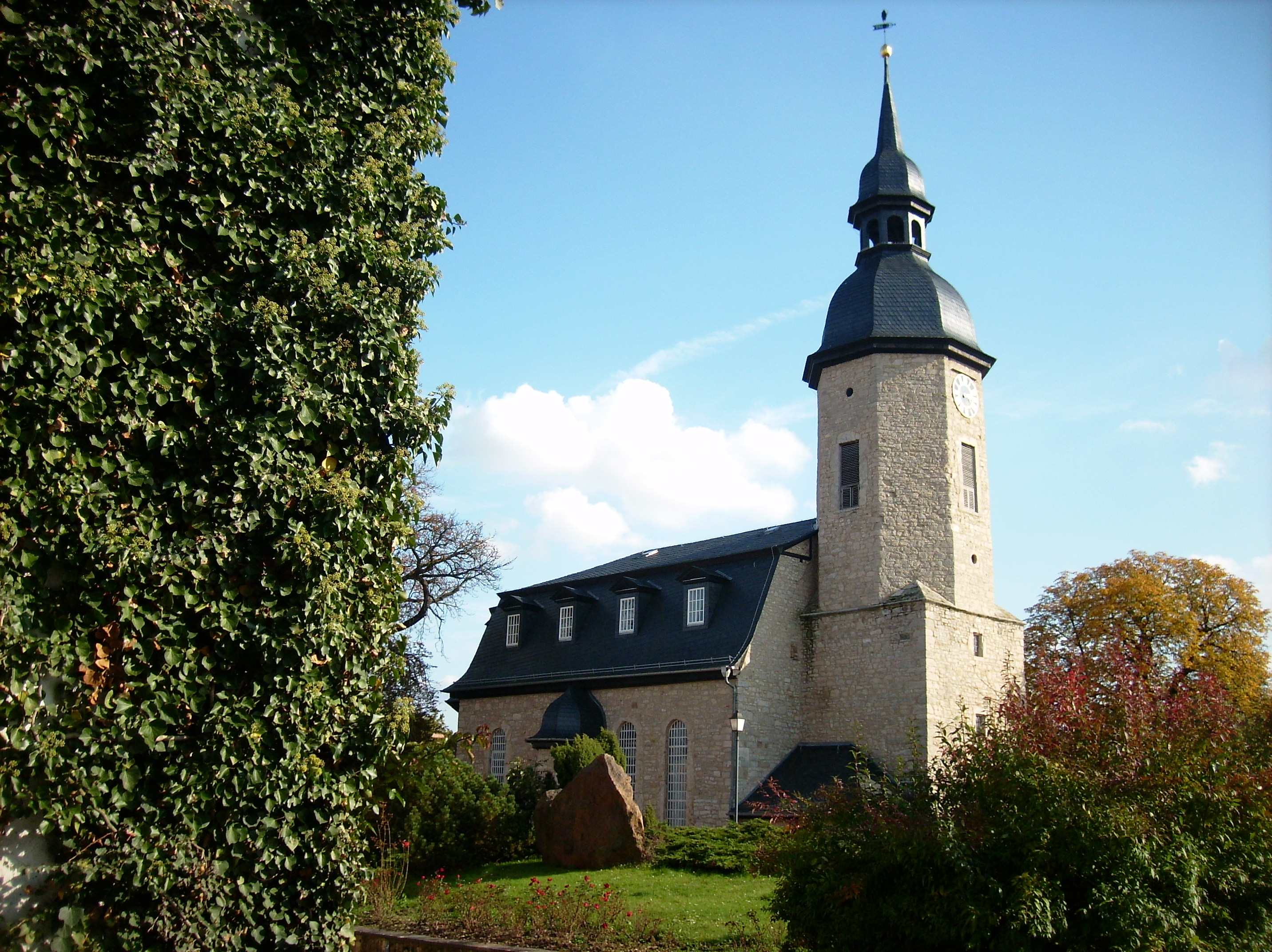
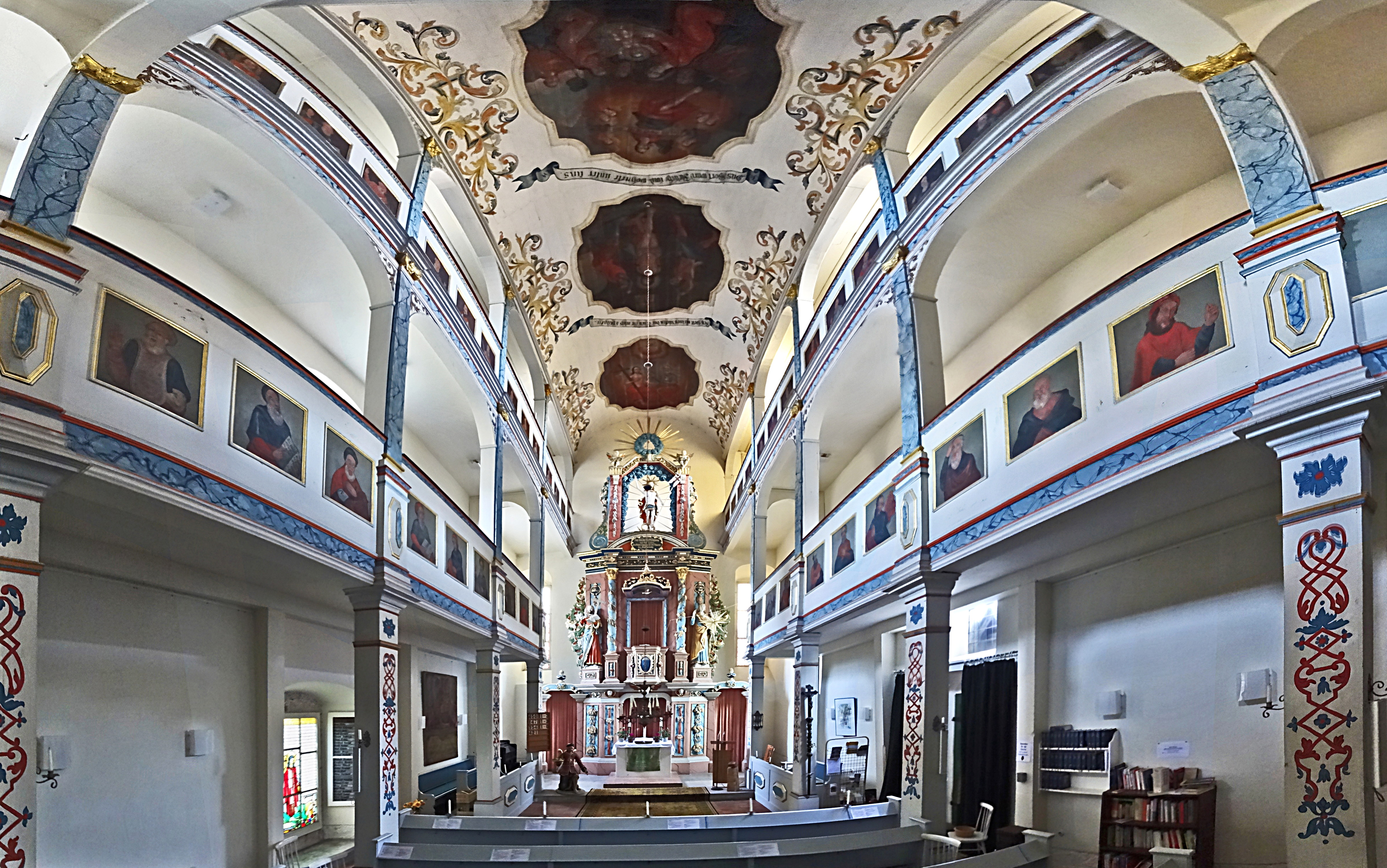
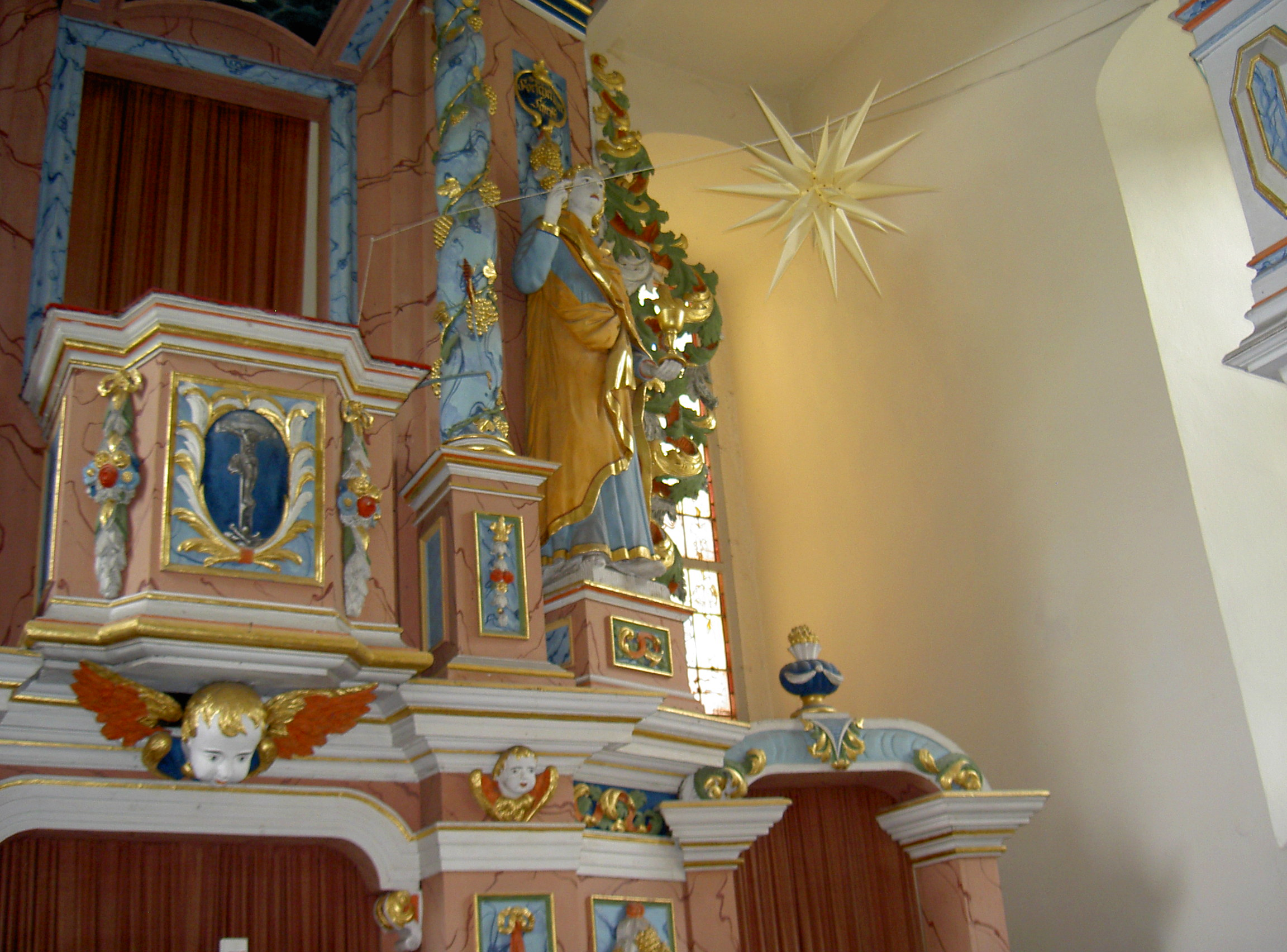
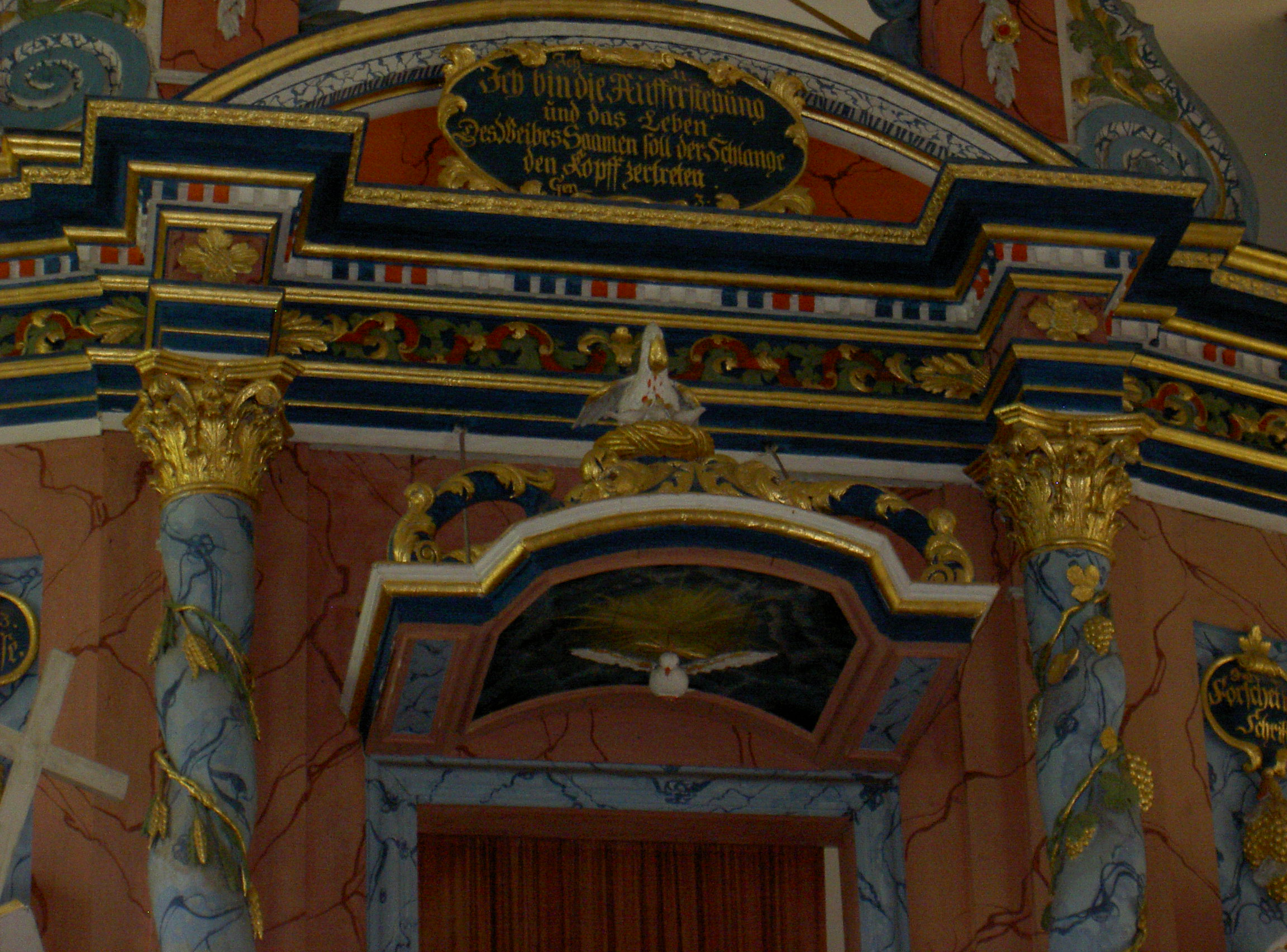

A középső, kis rokokó kastélyt Erős Ágost herceg építtette 1736 és 1747 között. A kastély Krohne építőmester munkája. Az épület az előző kastéllyal együtt a weimari emlékmúzeum része.
A három kastély közül a legrégebbi Alte Burg nevezetű, mely legészakabbra esik. Alapfalai a 10. századból való erődítmény részei voltak, s amelyet még I. Ottó építtetett. Erre az alapfalra került rá a 15. században épült késő gótikus stílusú kastély. A háromszárnyú építmény a maga egyszerűségében is művészi hatású. Az egyes szárnyak stílusa a legteljesebben a kastélyudvarban figyelhető meg; az eredeti román és gótikus stílusú épületrészhez csatlakozik a későbbi reneszánsz és barokk épületszárny.

### Camburg
Neve valószínűleg szláv eredetű. Az itt végzett ásatások leletei bizonyítják, hogy már az új-kőkorszakban is éltek itt emberek. Első történelmi időkből származó dokumentumai a 11. századból származnak. Ebben az időben a megerősített település a Wettiniek tulajdona volt. Egyik gazdája, Wilhelm von Camburg a naumburgi dóm alapítói közt szerepel.
Camburgban két vár is állt: a felső a Matzberg nevű, védett, meredek sziklagáton helyezkedett el. 1451-ben azonban csaknem teljesen lerombolták, de 40 méter magas régi tornya ma is látható. Az alsó vár a felsőnél is régebbi; a Saale folyó partján állt. Egyes falmaradványai egy hídépítés során kerültek felszínre.
Camburg helytörténeti múzeumában őstörténeti leletek és a két várból származó leletek láthatók.

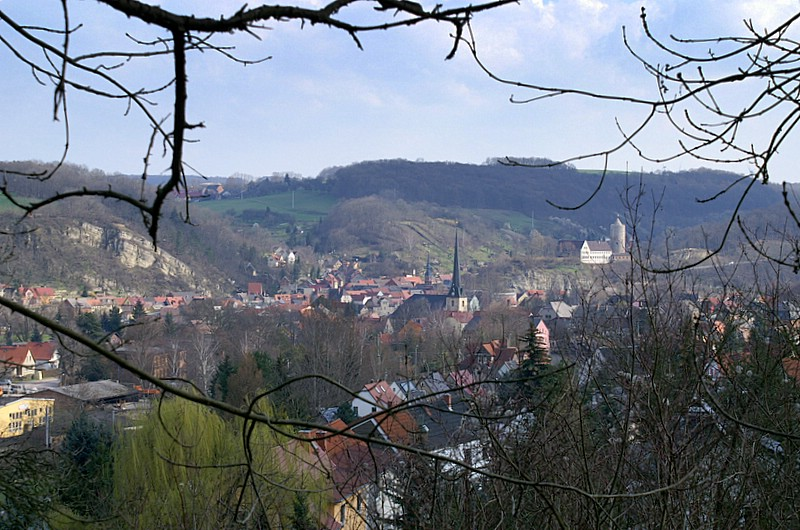
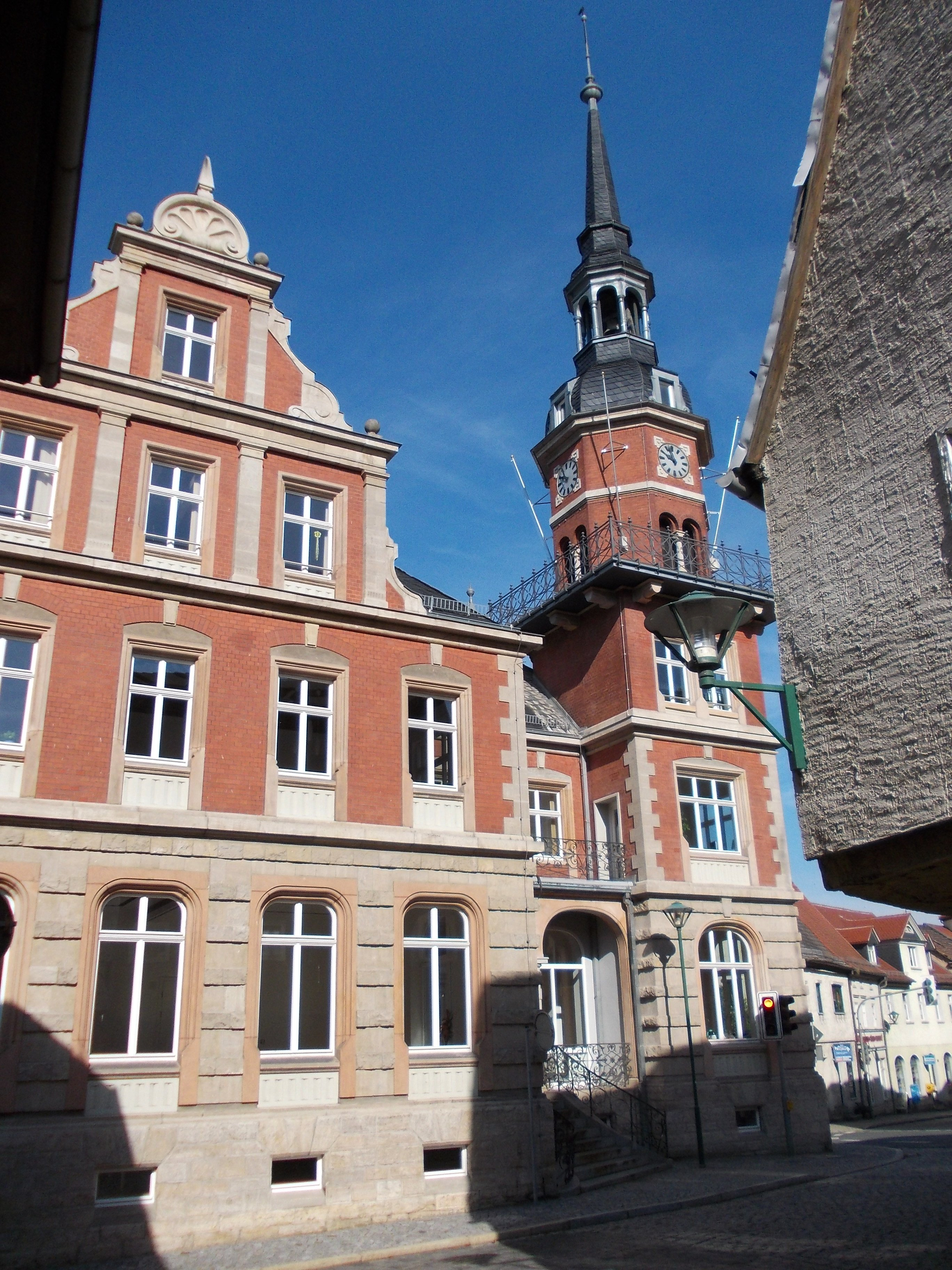
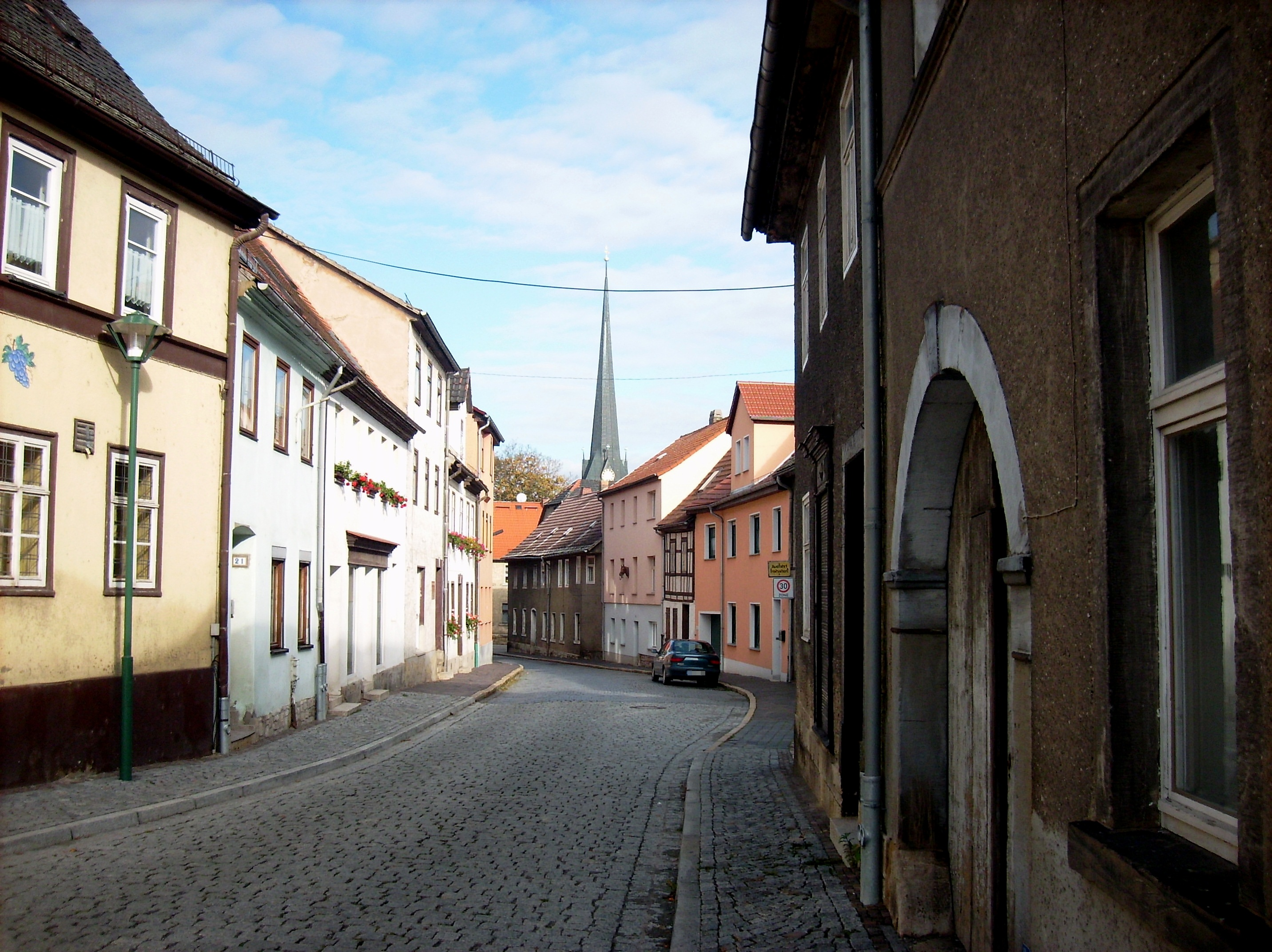
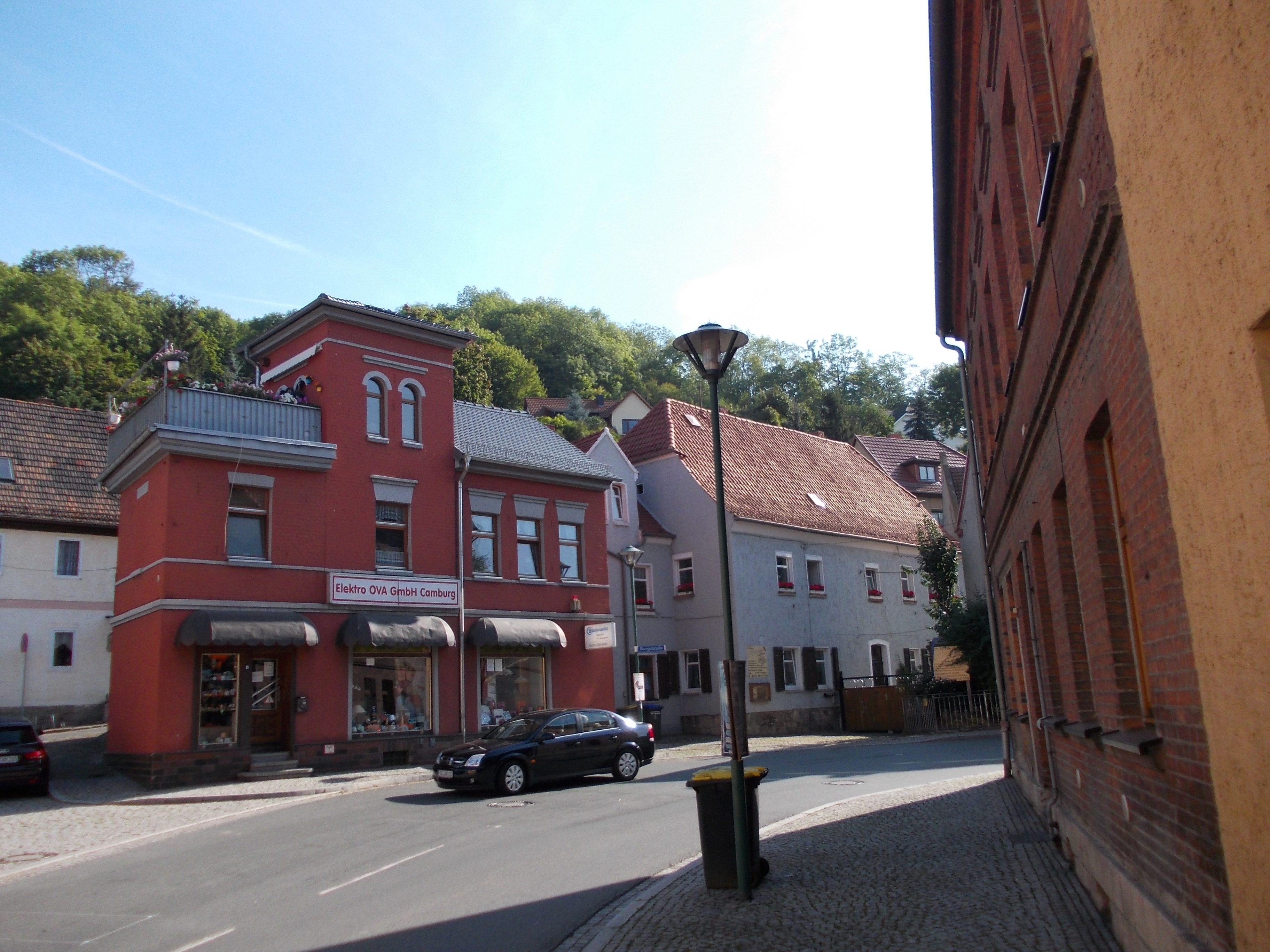
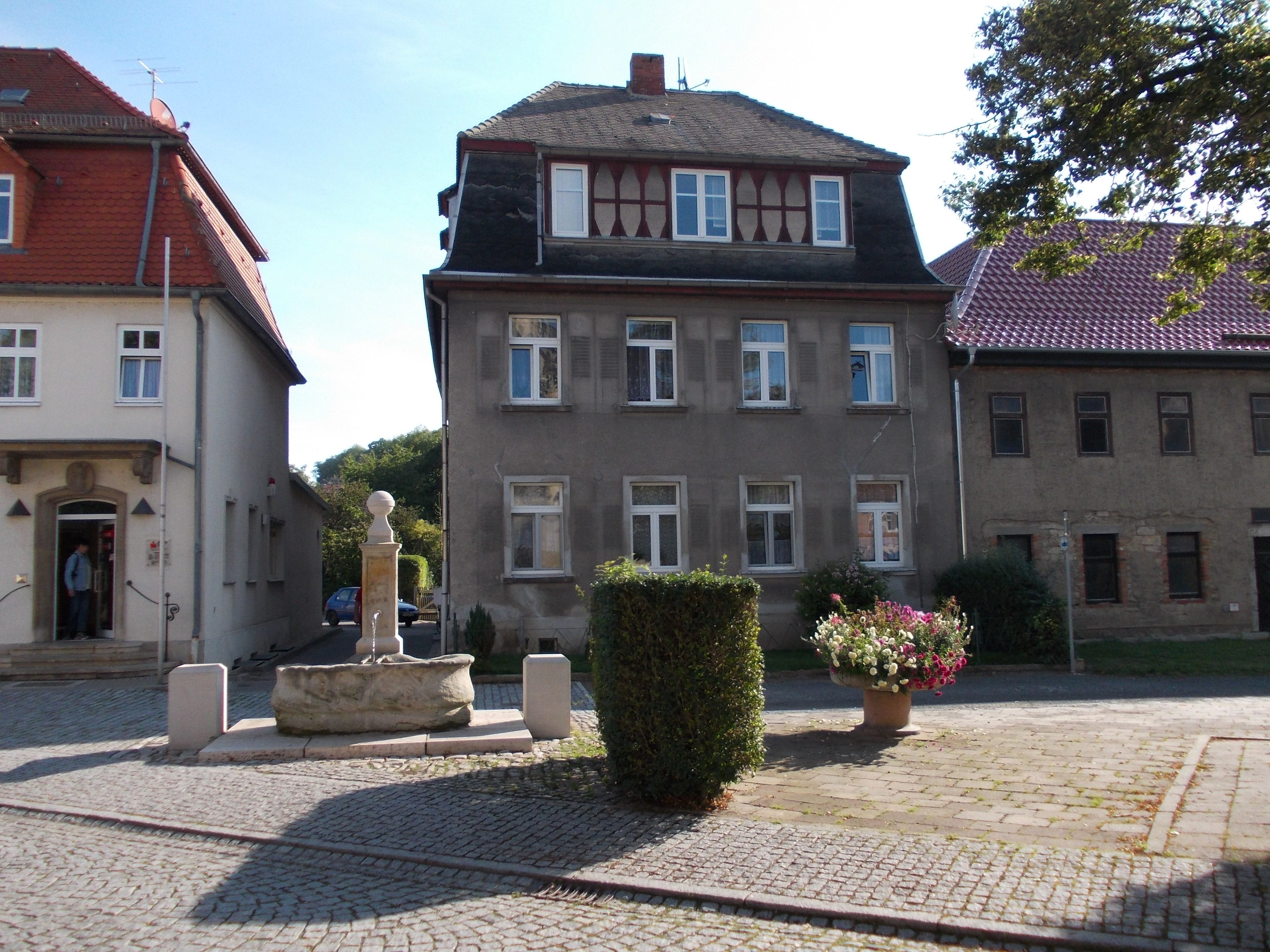
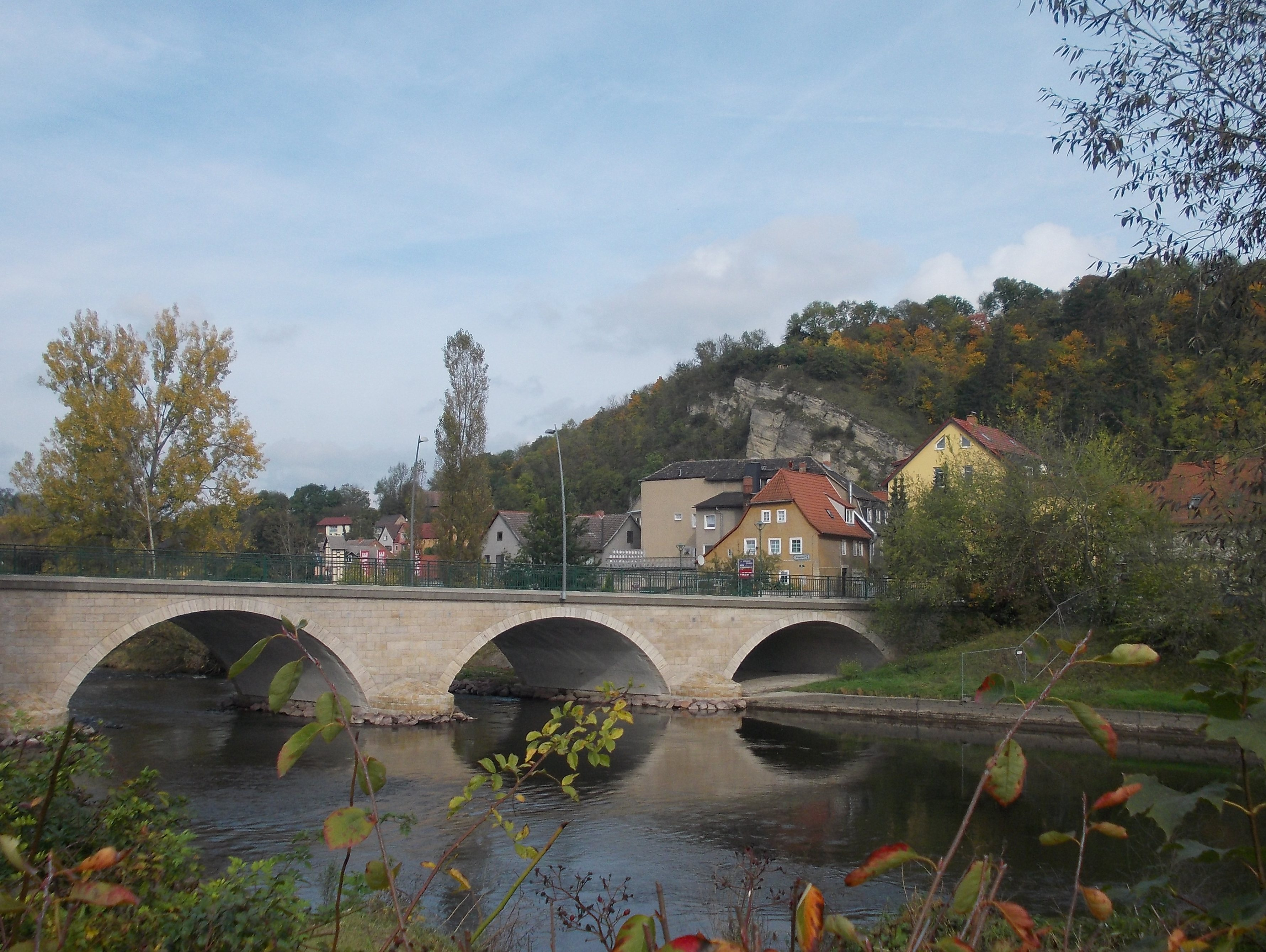
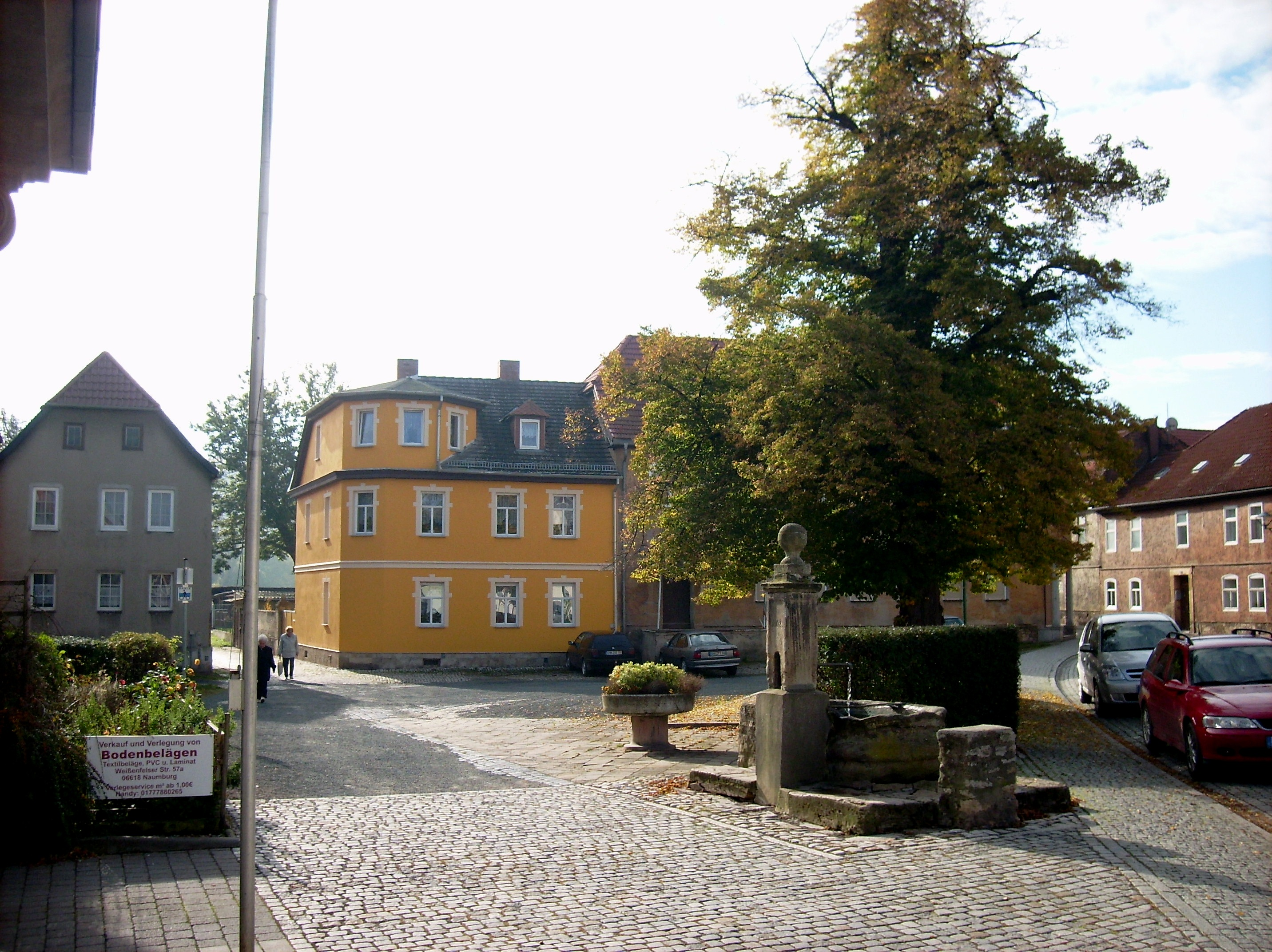
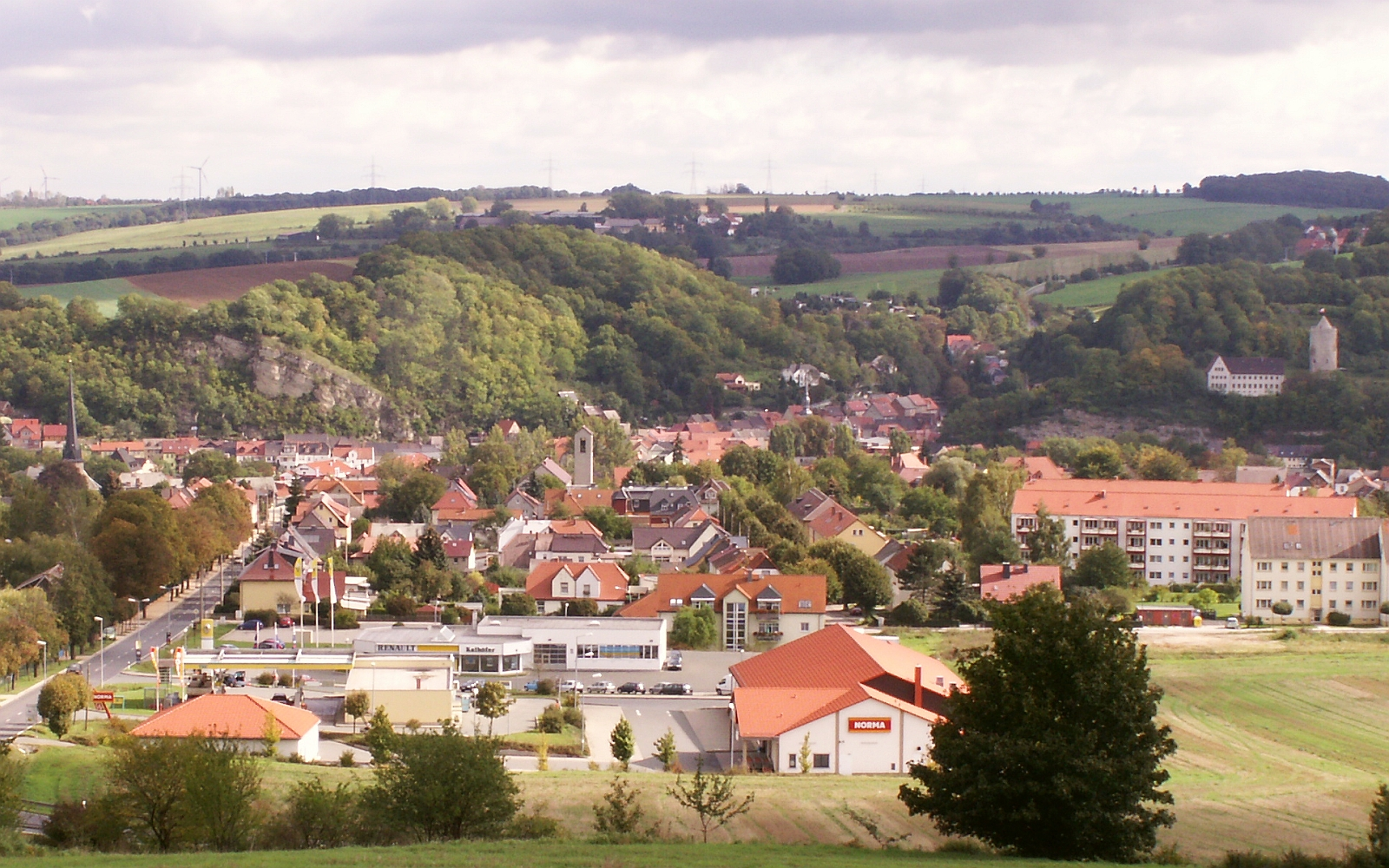
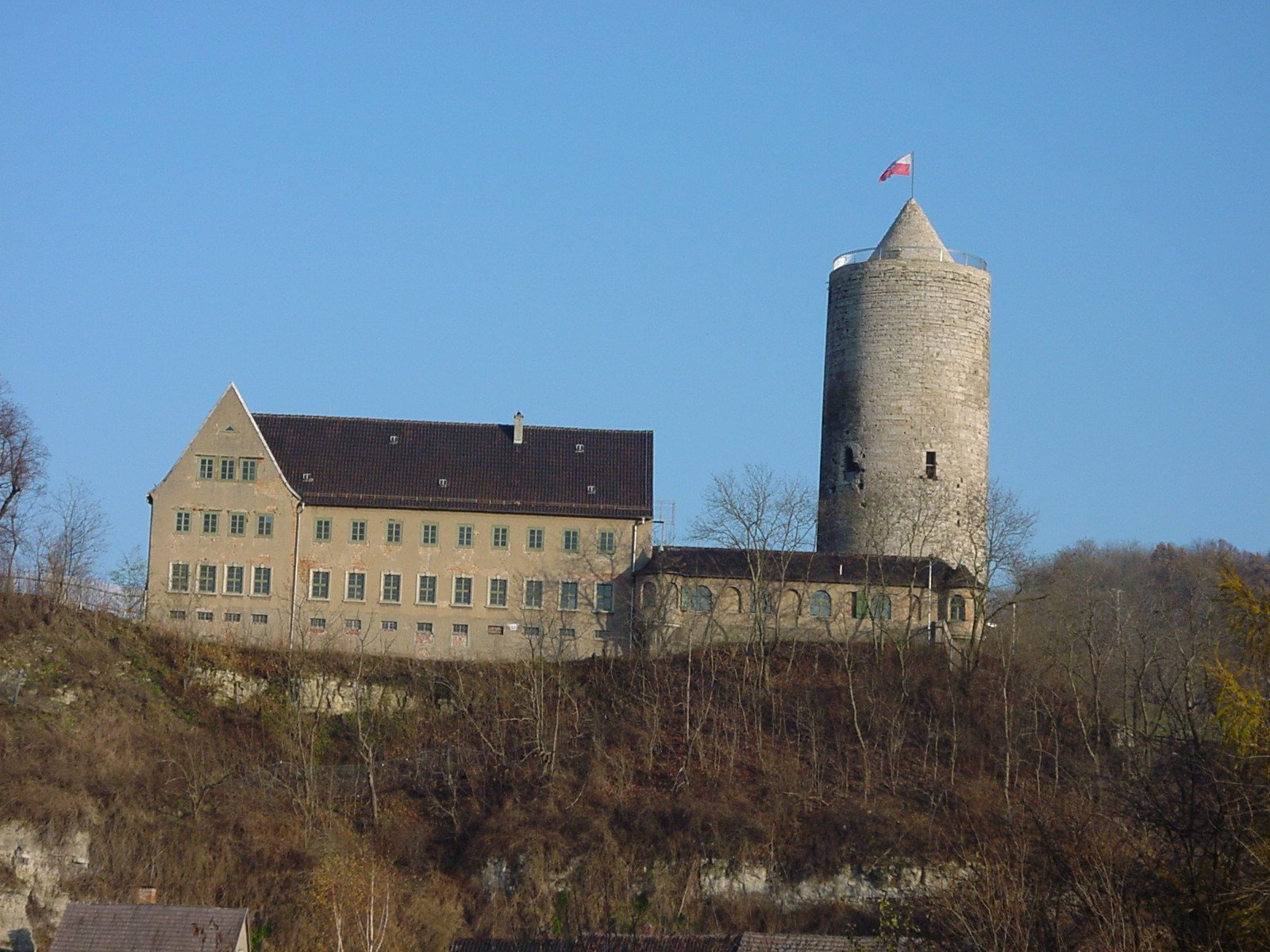
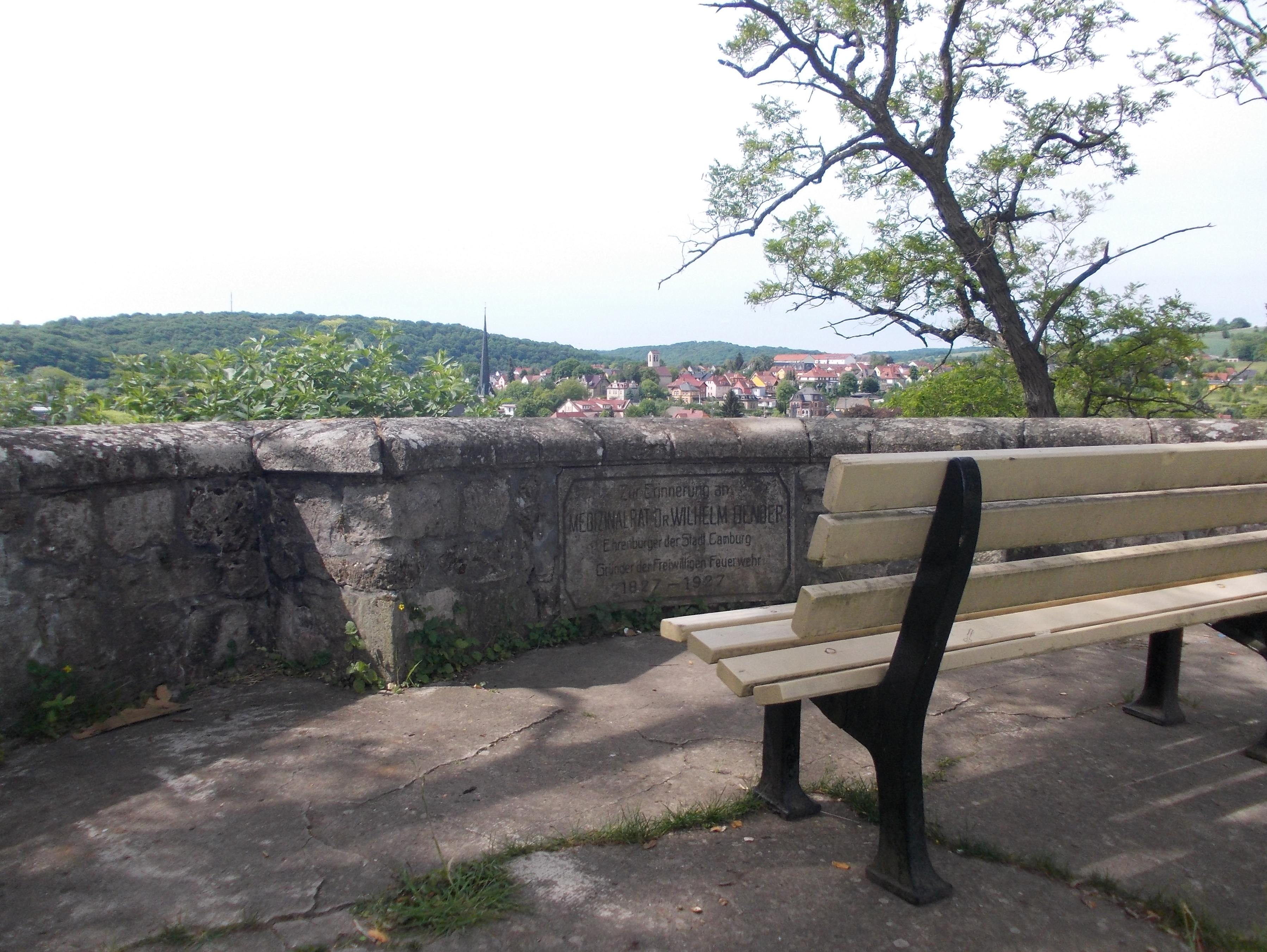
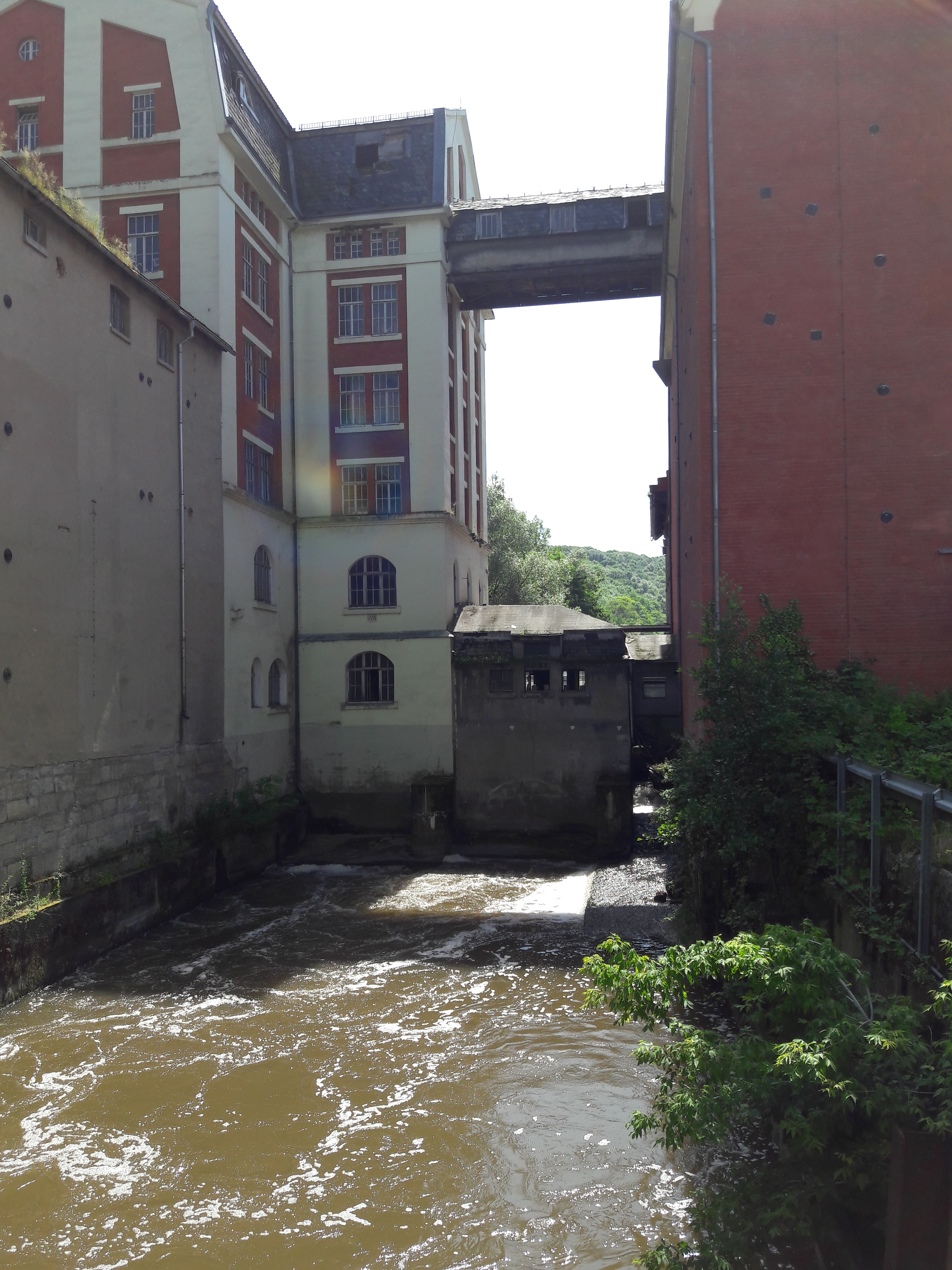
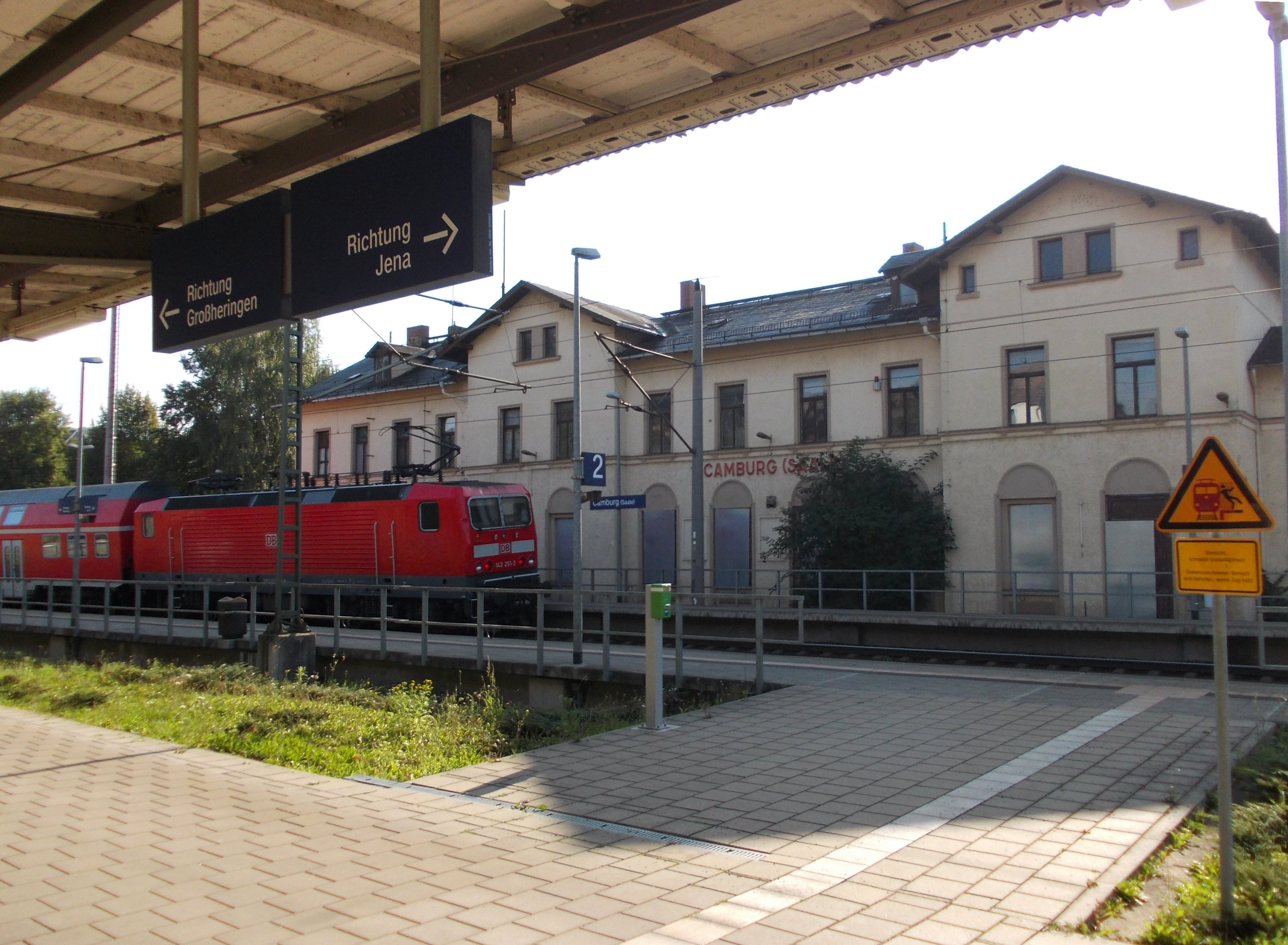
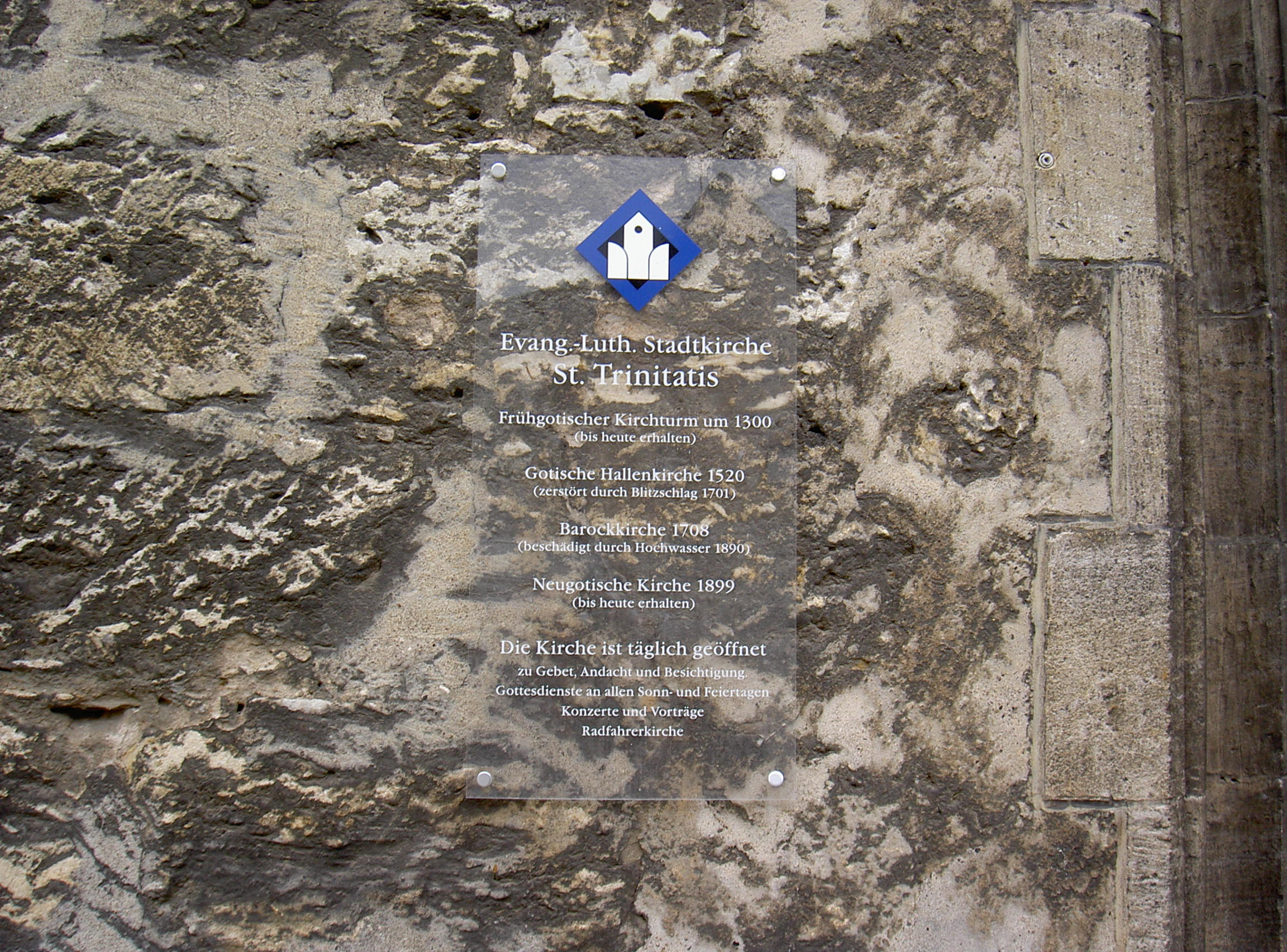
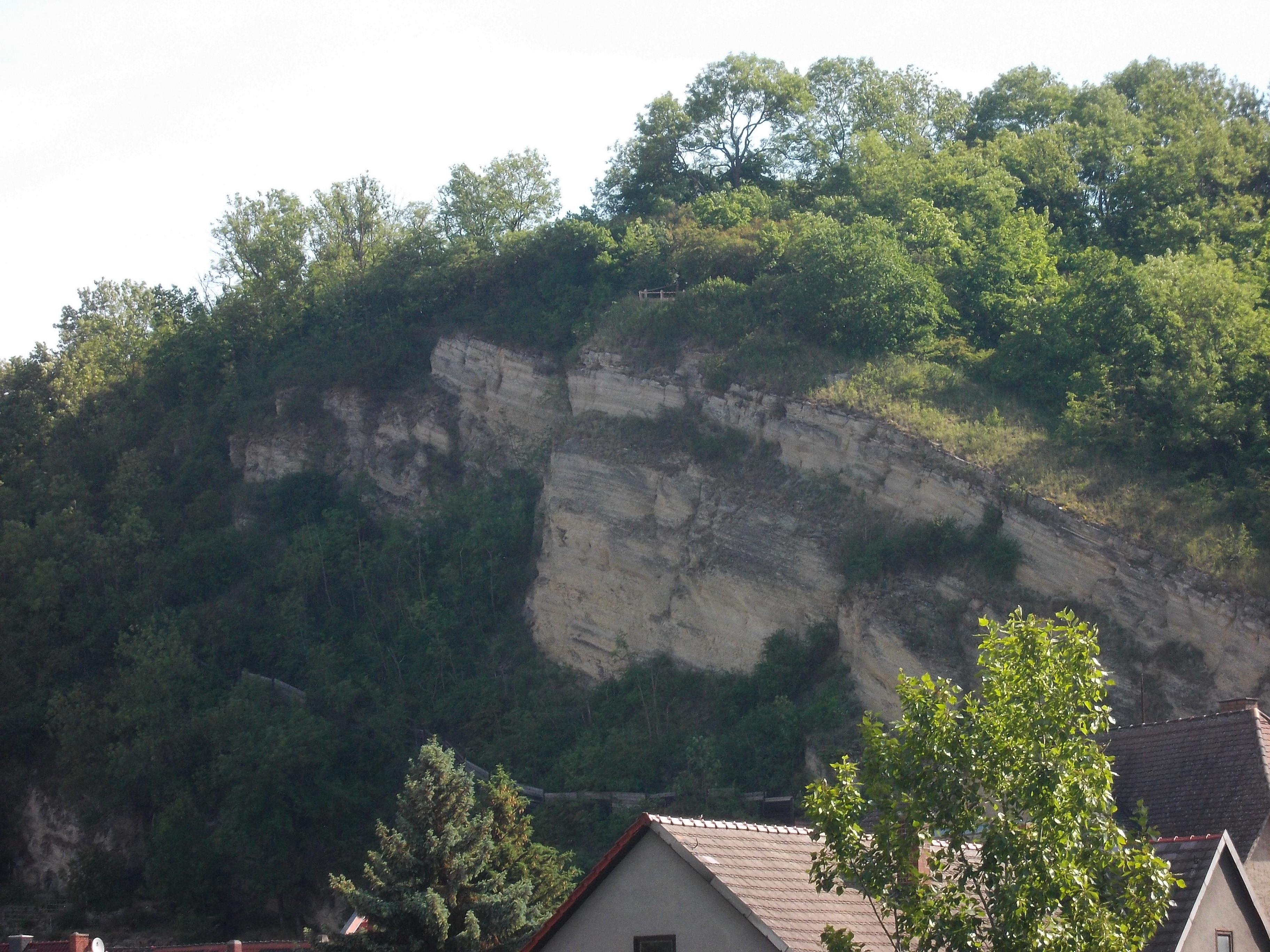

## Népesség
A település népességének változása:
| Lakosok száma | 5394 | 5426 | 5252 | 5307 | 5298 |
|               | 2017 | 2019 | 2021 | 2022 | 2023 |